# حركة مناهضة النفعية في العلوم الاجتماعية
حركة فكرية فرنسية، تقوم على أيديولوجية "مناهضة النفعية"، وهو توجه نقدي للاقتصاد في العلوم الاجتماعية وفي الفلسفة الأخلاقية والسياسية. تأسست الحركة في عام 1981 من قبل عالم الاجتماع آلان كايلي، مع إنشاء المجلة الشهرية متعددة التخصصات Revue du MAUSS والتي ما زالت تنشر وتحرر من قبل كايلي. اسم هو اختصار وتكريم لعالم الأنثروبولوجيا الشهير مارسيل موس. تغطي المجلة موضوعات في الاقتصاد والأنثروبولوجيا وعلم الاجتماع والفلسفة السياسية من منظور مناهض للنفعية. 
تعمل الحركة على تعزيز نموذج اقتصادي ثالث، كمكمل أو بديل عن الشمولية والفردية المنهجية.